# Асаад, Ман
Ман Асаад (также просто Асаад, араб. معن أسعد‎; род. 20 ноября 1993, Хама) — сирийский тяжелоатлет, выступающий в весовой категории свыше 109 кг. Бронзовый призёр Олимпийских игр, серебряный призёр чемпионата Азии, участник чемпионата мира.

## Биография
Ман Асаад родился 20 ноября 1993 года.

## Карьера
11 апреля 2010 года Международная федерация тяжёлой атлетики дисквалифицировала Мана Асаада на два года после того, как он сдал положительный тест на запрещённое вещество (метандиенон).
Он дебютировал на Олимпийских играх 2016 года в Рио-де-Жанейро, где занял 15-е место в весовой категории свыше 105 кг. На Азиатских играх 2018 года в Джакарте он остался без результата.
На чемпионате мира 2019 года в Паттайе Ман Асаад поднял 189 кг в рывке (восьмое место), 241 кг в толчке (пятое место) и в сумме стал шестым с результатом 430 кг.
На чемпионате Азии 2020 года в Ташкенте Ман Асаад завоевал серебряную медаль с результатом 433 кг, также став вторым и в отдельных упражнениях (195 кг в рывке и 238 кг в толчке).
Он получил право представлять Сирию на летних Олимпийских играх 2020 года в Токио. Он выступал в новой весовой категории свыше 109 кг и завоевал бронзовую медаль в этом виде, подняв в сумме 424 килограмма. Это также была первая медаль Сирии на Олимпийских играх в Токио 2020 года.